# Asteridae
Asteridae  este o subclasă de plante la care învelișul floral este dispus pe mai multe cercuri dintre care cel intern are piesele concrescute.

## Clasificare
- Asterales
- Calycerales
- Callitrichales
- Campanulales
- Dipsacales
- Gentianales
- Lamiales
- Plantaginales
- Scrophulariales
- Solanales
- Rubiales